# Cala di Roccapina

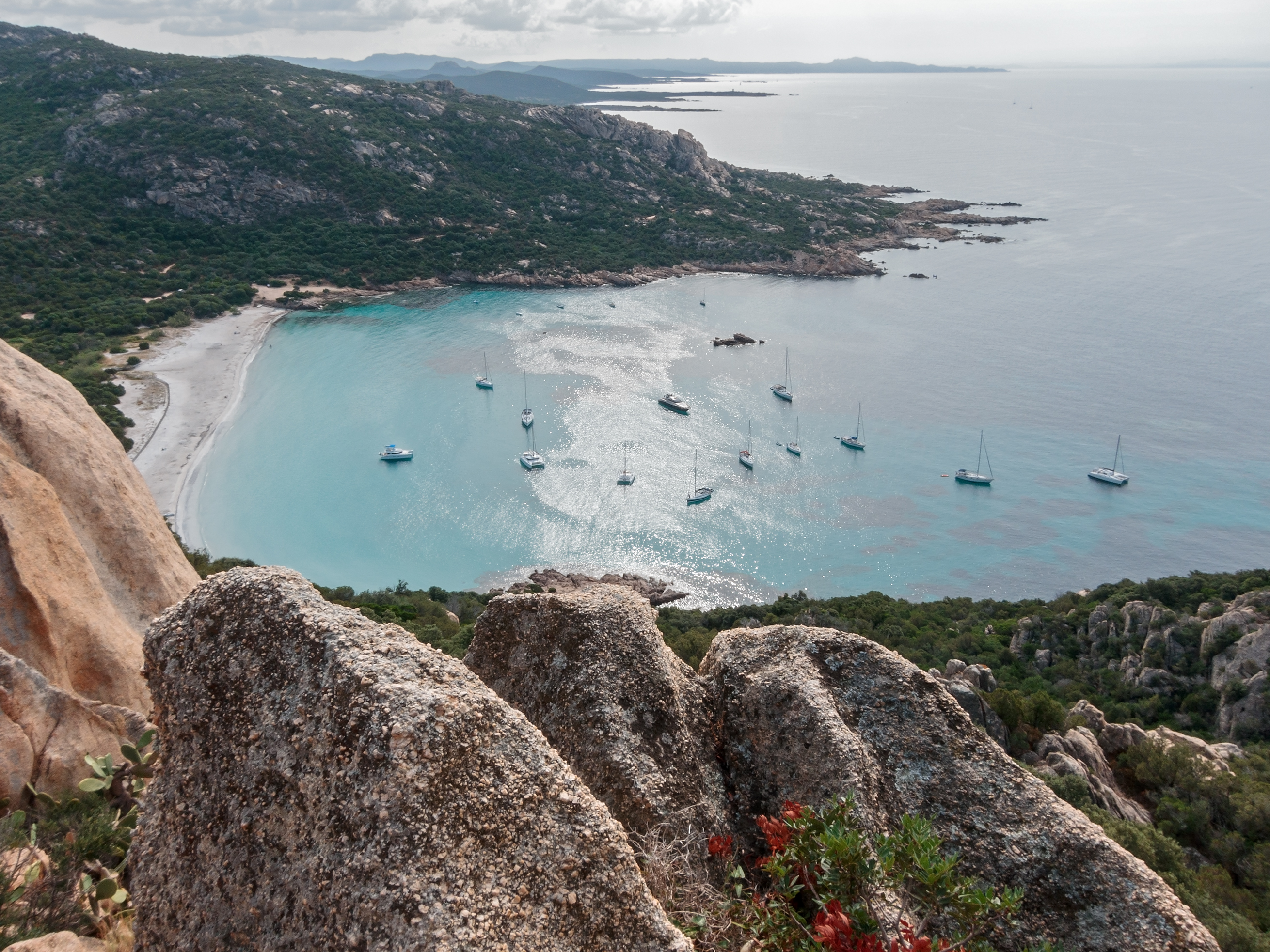
Cala di Roccapina

La baia di Roccapina è situata in Corsica a 22 km  a sud di Sartena, da cui amministrativamente dipende.
Ha una spiaggia di sabbia bianca con un mare color turchese ed è contornata da una serie di massi erosi dagli agenti atmosferici, uno dei quali assomiglia ad un leone adagiato ed è per questo noto come Leone di Roccapina.
Molto frequentata d'estate e raggiungibile in auto con uno sterrato di circa 2,5 km.